# Le Roux (België)
Le Roux is een dorp in de Belgische provincie Namen en een deelgemeente van Fosses-la-Ville. Le Roux ligt tegen de grens met de provincie Henegouwen, een vijftal kilometer ten westen van het centrum van Fosses langs de weg naar Charleroi.

## Demografische ontwikkeling
- Bronnen:NIS, Opm:1831 tot en met 1970=volkstellingen, 1976= inwoneraantal op 31 december

## Bezienswaardigheden
- De Eglise Sainte-Gertrude, die werd vergroot in 1828

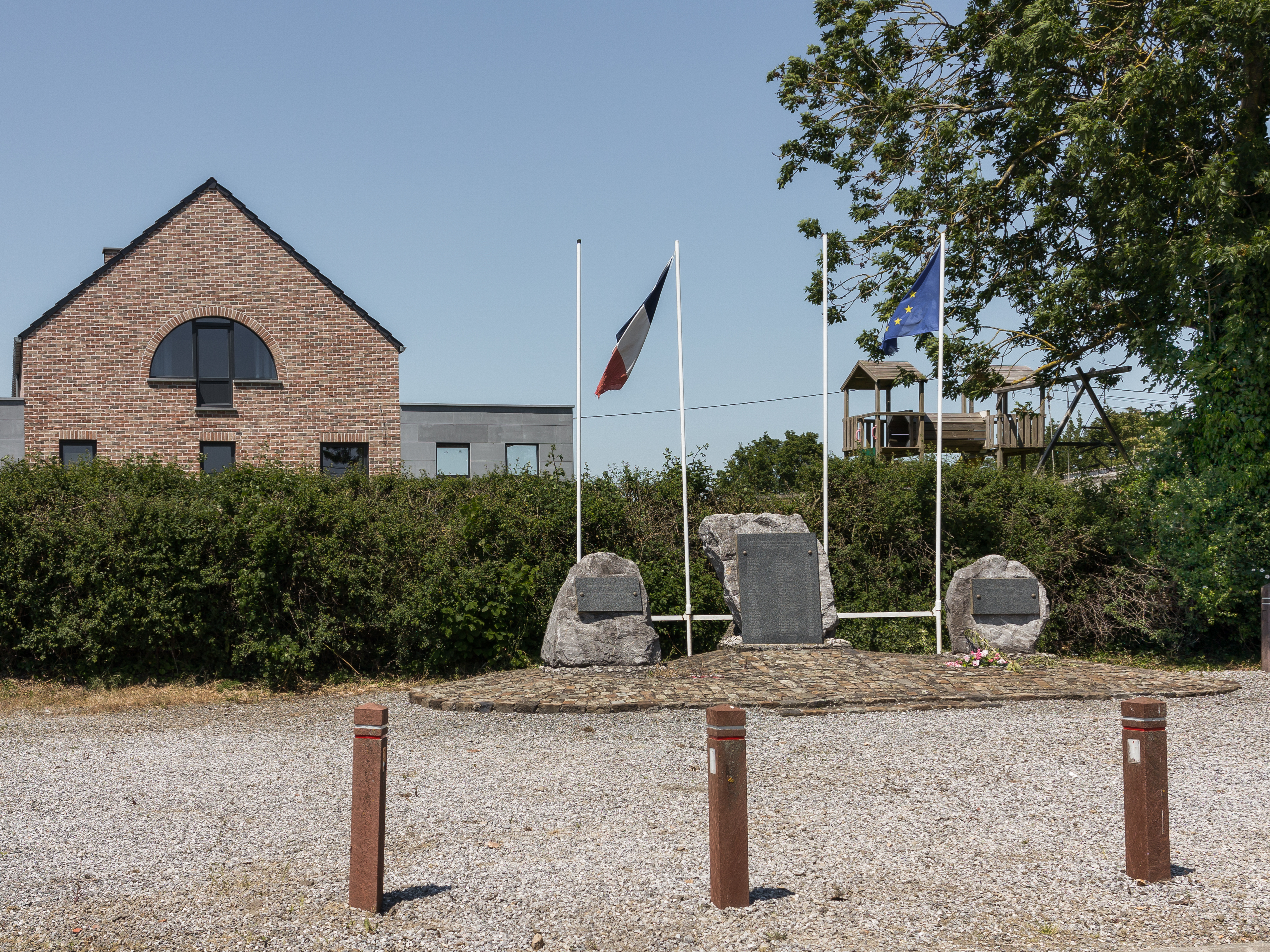
Le Roux, oorlogsmonument